# Чемпионат Европы по футболу 2014 среди юношей до 17 лет (отборочный турнир, элитный раунд)
Элитный раунд чемпионата Европы по футболу 2014 среди юношей до 17 лет был вторым раундом отборочного турнира чемпионата Европы по футболу 2014 среди юношей до 17 лет. 27 команд, прошедших квалификационный раунд + сборная Германии были поделены на 8 групп по 4 команды. Страна, которую представляла одна из команд в каждой группе, принимала все матчи группы. Семь победителей групп получили путёвки в финальный этап, где присоединились к хозяевам турнира мальтийцам. Жеребьевка элитного раунда прошла 28 ноября 2013 года в Ньоне, Швейцария. Матчи прошли c 20 по 31 марта 2014 года.

## Жеребьёвка
Каждая команда была помещена в одну из четырёх корзин для жеребьёвки соответственно результатам в квалификационном раунде. Семь команд с наилучшими показателями были помещены в корзину A и так далее до корзины D, куда попали семь команд с наихудшими показателями. Во время жеребьёвки в каждую группу попало по одной команде из каждой корзины, с тем условием, что команды, которые играли между собой в первом раунде квалификации, не могли быть помещены в одну группу снова.
| Корзина A                                                    | Корзина B                                                 | Корзина C                                         | Корзина D                                                           |
| ------------------------------------------------------------ | --------------------------------------------------------- | ------------------------------------------------- | ------------------------------------------------------------------- |
| Германия Англия Нидерланды Польша Испания Португалия Румыния | Сербия Швейцария Франция Италия Исландия Шотландия Турция | Греция Бельгия Грузия Чехия Латвия Россия Австрия | Ирландия Уэльс Норвегия Швеция Босния и Герцеговина Албания Украина |

## Группы

### Группа 1
| Поз | Команда    | И | В | Н | П | МЗ | МП | РМ | О | Квалификация     |
| --- | ---------- | - | - | - | - | -- | -- | -- | - | ---------------- |
| 1   | Швейцария  | 3 | 2 | 1 | 0 | 3  | 1  | +2 | 7 | Финальный турнир |
| 2   | Россия (Х) | 3 | 1 | 2 | 0 | 4  | 2  | +2 | 5 |                  |
| 3   | Испания    | 3 | 1 | 1 | 1 | 2  | 2  | 0  | 4 |                  |
| 4   | Уэльс      | 3 | 0 | 0 | 3 | 0  | 4  | −4 | 0 |                  |

| Швейцария       | 1–0  | Уэльс |
| --------------- | ---- | ----- |
| Борис Бабич 77′ | УЕФА |       |

| Испания            | 1–1  | Россия              |
| ------------------ | ---- | ------------------- |
| Маджер Антонио 40′ | УЕФА | Николай Кипиани 50′ |

| Испания        | 1–0  | Уэльс |
| -------------- | ---- | ----- |
| Хорхе Мере 71′ | УЕФА |       |

| Россия             | 1–1  | Швейцария          |
| ------------------ | ---- | ------------------ |
| Даниил Ямщиков 62′ | УЕФА | Альбиан Аети 80+2′ |

| Швейцария         | 1–0  | Испания |
| ----------------- | ---- | ------- |
| Харун Альпсой 75′ | УЕФА |         |

| Уэльс | 0–2  | Россия                                                  |
| ----- | ---- | ------------------------------------------------------- |
|       | УЕФА | Максимилиан Проничев 4′ (пен.) · Георгий Мелкадзе 80+3′ |

### Группа 2
| Поз | Команда    | И | В | Н | П | МЗ | МП | РМ | О | Квалификация     |
| --- | ---------- | - | - | - | - | -- | -- | -- | - | ---------------- |
| 1   | Турция     | 3 | 2 | 1 | 0 | 4  | 2  | +2 | 7 | Финальный турнир |
| 2   | Польша     | 3 | 2 | 1 | 0 | 4  | 2  | +2 | 7 |                  |
| 3   | Греция (Х) | 3 | 1 | 0 | 2 | 4  | 3  | +1 | 3 |                  |
| 4   | Норвегия   | 3 | 0 | 0 | 3 | 3  | 8  | −5 | 0 |                  |

| Польша                   | 2–1  | Греция             |
| ------------------------ | ---- | ------------------ |
| Давид Ковнацкий 26′, 49′ | УЕФА | Андреас Ксирос 63′ |

| Турция                              | 3–2  | Норвегия                                 |
| ----------------------------------- | ---- | ---------------------------------------- |
| Энес Унал 27′, 46′ · Догуш Джан 63′ | УЕФА | Сандер Свендсен 7′ · Хокон Лорентцен 29′ |

| Польша                                    | 2–1  | Норвегия            |
| ----------------------------------------- | ---- | ------------------- |
| Адам Рычковский 33′ · Давид Ковнацкий 67′ | УЕФА | Хокон Лорентцен 65′ |

| Греция | 0–1  | Турция        |
| ------ | ---- | ------------- |
|        | УЕФА | Энес Унал 60′ |

| Турция   | 0–0   | Польша |
| -------- | ----- | ------ |
|          | УЕФА  |        |
| Пенальти |       |        |
|          | 5 – 4 |        |

| Норвегия | 0–3  | Греция                                                      |
| -------- | ---- | ----------------------------------------------------------- |
|          | УЕФА | Георгиос Мантатис 16′, 60′ · Василис Ангелопулос 31′ (пен.) |

### Группа 3
| Поз | Команда        | И | В | Н | П | МЗ | МП | РМ | О | Квалификация     |
| --- | -------------- | - | - | - | - | -- | -- | -- | - | ---------------- |
| 1   | Нидерланды (Х) | 3 | 3 | 0 | 0 | 7  | 2  | +5 | 9 | Финальный турнир |
| 2   | Франция        | 3 | 2 | 0 | 1 | 6  | 4  | +2 | 6 |                  |
| 3   | Австрия        | 3 | 1 | 0 | 2 | 3  | 4  | −1 | 3 |                  |
| 4   | Швеция         | 3 | 0 | 0 | 3 | 0  | 6  | −6 | 0 |                  |

| Франция                                                      | 3–0  | Швеция |
| ------------------------------------------------------------ | ---- | ------ |
| Аллан Сен-Максимен 3′ · Жереми Желен 13′ · Клеман Мишлен 49′ | УЕФА |        |

| Нидерланды                   | 2–1  | Австрия            |
| ---------------------------- | ---- | ------------------ |
| Антони Беренстейн 71′, 80+3′ | УЕФА | Доминик Прокоп 66′ |

| Австрия               | 1–2  | Франция                  |
| --------------------- | ---- | ------------------------ |
| Штефан Пош 33′ (пен.) | УЕФА | Усман Дембеле 75′, 80+1′ |

| Нидерланды                                  | 2–0  | Швеция |
| ------------------------------------------- | ---- | ------ |
| Марлон Слаббекорн 28′ · Стивен Бергвейн 56′ | УЕФА |        |

| Франция          | 1–3  | Нидерланды                                      |
| ---------------- | ---- | ----------------------------------------------- |
| Маркус Тюрам 58′ | УЕФА | Донни Ван де Бек 42′ · Стивен Бергвейн 45′, 60′ |

| Швеция | 0–1  | Австрия          |
| ------ | ---- | ---------------- |
|        | УЕФА | Штефан Перич 56′ |

### Группа 4
| Поз | Команда   | И | В | Н | П | МЗ | МП | РМ | О | Квалификация     |
| --- | --------- | - | - | - | - | -- | -- | -- | - | ---------------- |
| 1   | Англия    | 3 | 3 | 0 | 0 | 4  | 1  | +3 | 9 | Финальный турнир |
| 2   | Чехия (Х) | 3 | 2 | 0 | 1 | 4  | 2  | +2 | 6 |                  |
| 3   | Италия    | 3 | 1 | 0 | 2 | 4  | 5  | −1 | 3 |                  |
| 4   | Албания   | 3 | 0 | 0 | 3 | 1  | 5  | −4 | 0 |                  |

| Италия                                                           | 2–1  | Албания        |
| ---------------------------------------------------------------- | ---- | -------------- |
| Джан Филиппо Феличиоли 28′ · Иван Франческо де Сантис 61′ (пен.) | УЕФА | Кеиди Баре 14′ |

| Англия              | 1–0  | Чехия |
| ------------------- | ---- | ----- |
| Доминик Соланке 53′ | УЕФА |       |

| Англия          | 1–0  | Албания |
| --------------- | ---- | ------- |
| Айзая Браун 49′ | УЕФА |         |

| Чехия                               | 2–1  | Италия                 |
| ----------------------------------- | ---- | ---------------------- |
| Иржи Клима 78′ · Вацлав Черны 80+1′ | УЕФА | Федерико Бонаццоли 27′ |

| Италия            | 1–2  | Англия                                   |
| ----------------- | ---- | ---------------------------------------- |
| Валерио Трани 54′ | УЕФА | Адам Армстронг 20′ · Доминик Соланке 72′ |

| Албания | 0–2  | Чехия                              |
| ------- | ---- | ---------------------------------- |
|         | УЕФА | Вацлав Черны 10′ · Роман Мацек 40′ |

### Группа 5
| Поз | Команда    | И | В | Н | П | МЗ | МП | РМ | О | Квалификация     |
| --- | ---------- | - | - | - | - | -- | -- | -- | - | ---------------- |
| 1   | Германия   | 3 | 2 | 1 | 0 | 8  | 1  | +7 | 7 | Финальный турнир |
| 2   | Сербия (Х) | 3 | 2 | 1 | 0 | 5  | 2  | +3 | 7 |                  |
| 3   | Ирландия   | 3 | 0 | 1 | 2 | 3  | 7  | −4 | 1 |                  |
| 4   | Грузия     | 3 | 0 | 1 | 2 | 2  | 8  | −6 | 1 |                  |

| Германия                                                               | 4–0  | Грузия |
| ---------------------------------------------------------------------- | ---- | ------ |
| Филипп Окс 4′, 58′ · Алессандро Фиоре-Тапиа 78′ · Беньямин Хенрикс 80′ | УЕФА |        |

| Сербия                                    | 2–1  | Ирландия          |
| ----------------------------------------- | ---- | ----------------- |
| Иван Шапонич 7′ · Лука Йович 80+3′ (пен.) | УЕФА | Роберт Дагган 67′ |

| Германия                                              | 3–0  | Ирландия |
| ----------------------------------------------------- | ---- | -------- |
| Макс Безушков 1′ · Арианит Ферати 9′ · Филипп Окс 52′ | УЕФА |          |

| Грузия | 0–2  | Сербия                                  |
| ------ | ---- | --------------------------------------- |
|        | УЕФА | Иван Шапонич 64′ · Страхиня Каришич 69′ |

| Ирландия                                          | 2–2  | Грузия                                        |
| ------------------------------------------------- | ---- | --------------------------------------------- |
| Георгий Тварадзе 23′ (авт.) · Адам Макдоннелл 75′ | УЕФА | Георгий Кикнадзе 77′ · Ираклий Камладзе 80+2′ |

| Сербия           | 1–1  | Германия            |
| ---------------- | ---- | ------------------- |
| Иван Шапонич 13′ | УЕФА | Огюзхан Айдоган 62′ |

### Группа 6
| Поз | Команда              | И | В | Н | П | МЗ | МП | РМ | О | Квалификация     |
| --- | -------------------- | - | - | - | - | -- | -- | -- | - | ---------------- |
| 1   | Шотландия (Х)        | 3 | 3 | 0 | 0 | 6  | 1  | +5 | 9 | Финальный турнир |
| 2   | Босния и Герцеговина | 3 | 2 | 0 | 1 | 4  | 2  | +2 | 6 |                  |
| 3   | Румыния              | 3 | 0 | 1 | 2 | 0  | 2  | −2 | 1 |                  |
| 4   | Бельгия              | 3 | 0 | 1 | 2 | 1  | 6  | −5 | 1 |                  |

| Румыния | 0–0  | Бельгия |
| ------- | ---- | ------- |
|         | УЕФА |         |

| Шотландия                                | 2–0  | Босния и Герцеговина |
| ---------------------------------------- | ---- | -------------------- |
| Томас Ланг 21′ · Крейг Уайтон 52′ (пен.) | УЕФА |                      |

| Румыния | 0–1  | Босния и Герцеговина |
| ------- | ---- | -------------------- |
|         | УЕФА | Амер Гояк 55′        |

| Бельгия           | 1–3  | Шотландия                                                    |
| ----------------- | ---- | ------------------------------------------------------------ |
| Дилан Дамрауи 28′ | УЕФА | Эйдан Несбитт 44′ · Кэмерон Балланти 52′ · Джейк Шеппард 64′ |

| Шотландия     | 1–0  | Румыния |
| ------------- | ---- | ------- |
| Скотт Райт 2′ | УЕФА |         |

| Босния и Герцеговина                        | 3–0  | Бельгия |
| ------------------------------------------- | ---- | ------- |
| Амер Гояк 6′, 69′ · Владимир Кременович 56′ | УЕФА |         |

### Группа 7
| Поз | Команда        | И | В | Н | П | МЗ | МП | РМ | О |
| --- | -------------- | - | - | - | - | -- | -- | -- | - |
| 1   | Португалия (Х) | 3 | 3 | 0 | 0 | 9  | 0  | +9 | 9 |
| 2   | Украина        | 3 | 2 | 0 | 1 | 7  | 4  | +3 | 6 |
| 3   | Исландия       | 3 | 0 | 1 | 2 | 0  | 5  | −5 | 1 |
| 4   | Латвия         | 3 | 0 | 1 | 2 | 1  | 8  | −7 | 1 |

| Исландия | 0–2  | Украина                                        |
| -------- | ---- | ---------------------------------------------- |
|          | УЕФА | Алексей Гуцуляк 40+2′ · Ростислав Тарануха 43′ |

| Португалия                                                    | 3–0  | Латвия |
| ------------------------------------------------------------- | ---- | ------ |
| Диогу Гонсалвеш 9′ · Гонсалу Родригиш 39′ · Ренату Саншеш 41′ | УЕФА |        |

| Латвия | 0–0  | Исландия |
| ------ | ---- | -------- |
|        | УЕФА |          |

| Португалия                                           | 3–0  | Украина |
| ---------------------------------------------------- | ---- | ------- |
| Шанде Силва 39′ · Аурелиу Бута 57′ · Рубен Невиш 76′ | УЕФА |         |

| Исландия | 0–3  | Португалия                                            |
| -------- | ---- | ----------------------------------------------------- |
|          | УЕФА | Гонсалу Родригиш 20′ · Рубен Невиш 64′ · Угу Нету 67′ |

| Украина                                                                                            | 5–1  | Латвия            |
| -------------------------------------------------------------------------------------------------- | ---- | ----------------- |
| Бруно Берзиньш 7′ (авт.) · Богдан Михайличенко 30′ · Алексей Щебетун 48′ · Дмитрий Саутин 70′, 76′ | УЕФА | Антон Туманов 74′ |